# Хонканен, Тимо
Тимо Хонканен (фин. Timo Honkanen, родился 14 декабря 1979 в Лаппеэнранте) — финский рок-музыкант, бас-гитарист пауэр-метал-группы Battlelore (в составе с 2004 года). Выступал ранее в Elderthrones как вокалист и гитарист, с ней выпустил три демо-песни. Брат Марии Хонканен, также выступающей в Battlelore на позиции клавишника.

## Дискография

### Battlelore
- 2007 - Evernight
- 2008 - The Last Alliance